# The Swedish Way
The Swedish Way utkom 1973 och är ett album av den kristna gruppen Samuelsons på det amerikanska skivbolaget Impact Records. Albumet är inspelat i RCA Studios i Nashville och producerat av Samuelsons och Bob MacKenzie. Rick Powell har gjort arrangemangen till sångerna.

## Låtlista
1. Why Me?
2. Beyond the Shadow of a Doubt
3. Take My Hand
4. Sheltered in the Arms of God
5. When I Lift up My Head
6. I Believe in Jesus (I Believe in Music)
7. The Lighthouse
8. The Old Gospel Ship
9. If God is Dead, Who's That Living in My Soul?
10. King Jesus